# Kurta

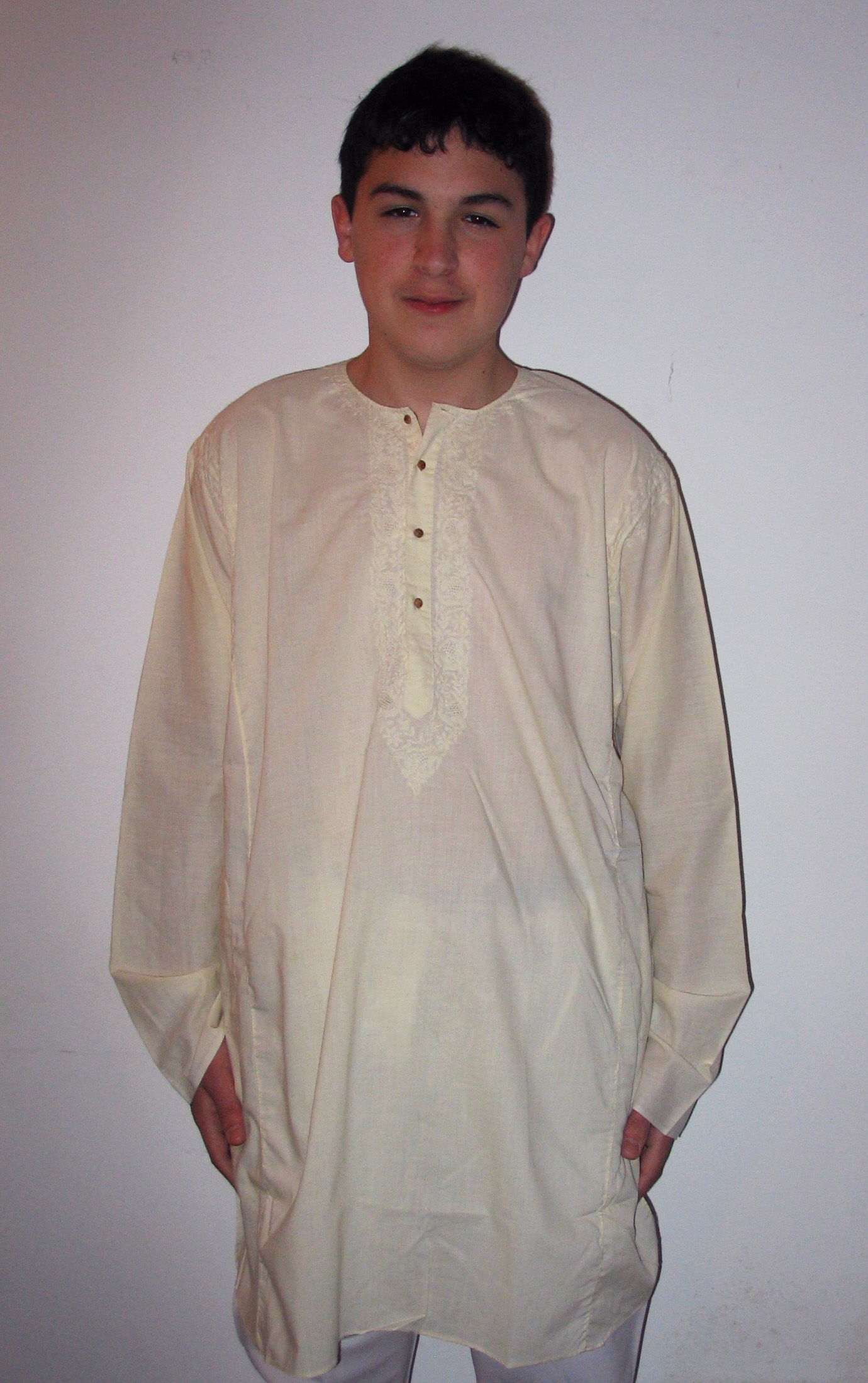
Muchacho con kurta.

Una kurta (persa/urdú: کُرتا, hindi: कुरता, IPA: [ˈkɜrtə]) es una prenda tradicional llevada en Afganistán, Bangladés, India, Pakistán y Sri Lanka. Es una camisa suelta que cae hasta los muslos o debajo de las rodillas del portador y es llevada tanto por hombres como por mujeres.
Las mujeres también utilizan una versión más corta, que se llama kurti.
Las kurtas se llevan tradicionalmente con los salwars sueltos, los churidars ajustados, los dhotis enrollados a la cintura, o los kurtas-pijama. Ahora también se llevan con pantalones vaqueros.
Las kurtas se llevan tanto como ropa de diario ocasional como vestido formal.
En Bengala, Gran Bretaña y Canadá también se las conoce como panyabi (del hindi panjabí).
Las mujeres llevan a menudo kurtis como blusas, generalmente sobre los pantalones vaqueros. Estos kurtis son típicamente mucho más cortos que la ropa tradicional y se hacen con materiales más ligeros, como los usados para coser kameez.
Las kurtas importadas estuvieron de moda en los años sesenta y los setenta como parte de la moda hippie, después cayeron en desuso y en los años 2010 están otra vez de moda. Las mujeres asiáticas del sur pueden también llevar esta adaptación occidental a la manera asiática del sur.
Las kurtas formales se hacen generalmente por encargo por los sastres de Asia del Sur, que trabajan con la tela que sus clientes les proporcionan. Los asiáticos del sur en ultramar y los occidentales pueden comprarlos en almacenes de ropa asiáticos del sur o pedirlos a minoristas de tela.

## Estilos
Una kurta tradicional se compone de pedazos rectangulares de tela con quizás algunas partes movibles del escudete y se corta para no dejar ninguna tela suelta. El corte es generalmente simple, aunque los tratamientos decorativos puedan ser elaborados.
Las mangas de la kurta tradicional caen derechos a la muñeca; no se estrechan, al igual que muchas mangas de corte occidental. Las mangas no se abotonan, apenas se les pone dobladillo y no se adornan.
El frente y los pedazos traseros de una kurta simple son también rectangulares. Las costuras laterales se dejan abiertas de 6 a 12 pulgadas sobre el dobladillo, lo que da al portador una cierta facilidad del movimiento.
La kurta se abre generalmente al frente; algunos estilos, sin embargo, se abotonan en la costura del hombro. La abertura delantera es a menudo una raja dobladillada en la tela, atada o abotonada arriba; algunos kurtas, sin embargo, tienen plackets más que rajas. La abertura se puede centrar en el pecho, o colocada de forma excéntrica.
La kurta tradicional no tiene cuello. Las variantes modernas pueden ofrecer cuellos altos del tipo conocido por los sastres y las costureras como cuello mandarín. Estas son la misma clase de cuellos vistos en achkans, sherwanis, y chaquetas de Nehru.

## Material

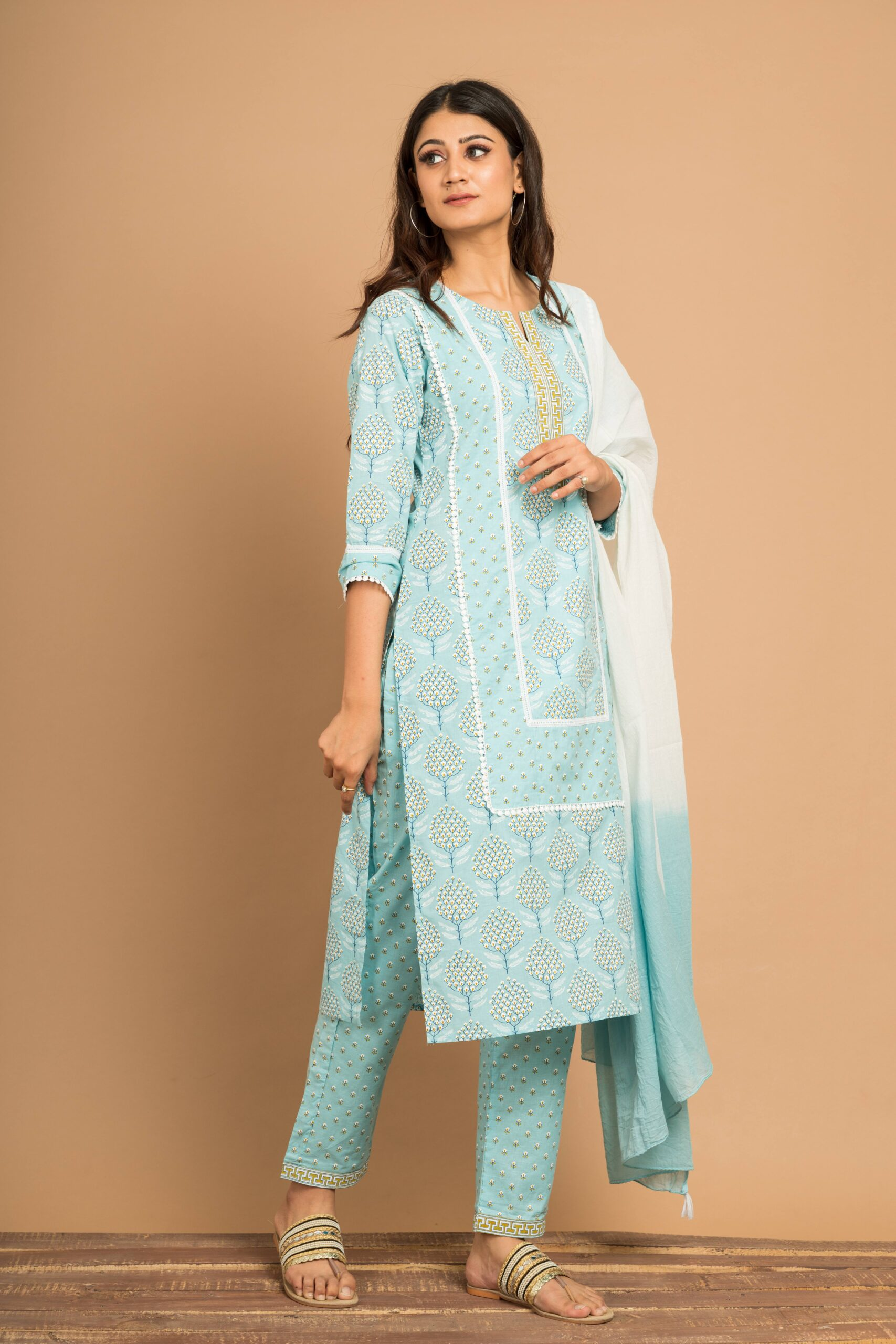
Kurti de algodón

Las kurtas que se llevan en los meses de verano se hace generalmente de telas finas de seda o algodón; las kurtas de invierno se hacen de una tela más gruesa tal como lana (como en kurtas del Kashmiri) o seda de Khadi, un grueso, grueso, el handspun y la seda tejida a mano que se pueda mezclar con otras fibras.
Los kurtas se sujeta típicamente con lazos, bolas y los lazos del paño, o los botones tasseled. Los kurtas confeccionados evitan a menudo el uso de botones de cuerno, en respeto a los sentimientos hindúes; tales botones se hacen con frecuencia de vaca o cuernos de búfalo. Los botones son a menudo de madera o plásticos. Los kurtas que se llevan en ocasiones formales pueden llevar los botones decorativos de metal, que no se cosen a la tela, pero, como mancuernas, se sujeta en el paño cuando es necesario. Tales botones se pueden adornar con joyas, esmalte y las técnicas de otros joyeros tradicionales.

## Decoración
Al sur de Asia existe un extenso repertorio de métodos, tradicionales y modernos, para adornar la tela. Es probable que se utilicen todos, en uno u otro momento, para adornar kurtas. Sin embargo, la decoración más común es el bordado. Muchos hacen el bordado de Chikan característico de los kurtas del verano, una especialidad de Lucknow, alrededor de los dobladillos y de la abertura delantera. Este bordado se ejecuta típicamente en la luz, tela semitransparente en un hilo que empareja. El efecto es elegante pero sutil.